# Waldschmiede
Waldschmieden waren mittelalterliche und frühneuzeitliche Formen von  Schmieden, die insbesondere in Hessen verbreitet waren. Die Waldschmieden unterschieden sich durch besondere Arbeitsweisen und den rechtlichen Status ihrer Betreiber von anderen Schmieden.

## Verbreitung
Waldschmieden bestanden vor allem in Hessen im Lahn-Dill-Gebiet, am südlichen und westlichen Rand des Thüringer Walds, im nördlichen Spessart, im Vogelsberg, im Taunus, im  nördlichen Odenwald und an den Osträndern von Rothaargebirge (Kellerwald) und Westerwald. Im Taunus ist diese spezielle Produktionsform vom 14. bis zum 16. Jahrhundert nachweisbar.
Waldschmieden wurden oft abseits von Siedlungen in bewaldeten Gebieten errichtet, wo es Vorkommen von Raseneisenstein sowie ausreichend Holz oder Holzkohle zur Befeuerung der Schmieden gab. Dazu kamen soziale Bedingungen: Im Umland von größeren Städten übernahm deren Bevölkerung weitgehend die Eisenproduktion mit meist moderneren Herstellungsverfahren, während sich Waldschmieden meist in entlegenen Gebieten mit kleinen Adelsherrschaften bildeten, die über keine städtischen Zentren verfügten.

## Rechtsstatus
Bei den Waldschmieden handelte es sich zunächst weitgehend um Hörige. Sie entwickelten sich aus der Schicht der an Herrenhöfen angesiedelten Handwerker. Die Produktion in Waldschmieden in der Nähe der benötigten Rohstoffe stellte eine Modernisierung gegenüber der Eisenverarbeitung an den Herrenhöfen dar.
Die Schmiede erhielten ihre Schmiedewerkstatt meist als Erblehen, was einen verbesserten Rechtsstatus gegenüber den leibeigenen Bauern darstellte, denen ihr Hof nicht gehörte. Gegenüber anderen Hörigen waren Waldschmiede durch ihre weitgehende Freizügigkeit bevorzugt. Ihrem Lehnsherren mussten sie Abgaben leisten und ihre Arbeitskraft sowie Produktionsmittel für eine bestimmte Zeit zur Verfügung stellen. In weiten Teilen des Waldschmiedegebiets lässt sich im Verlauf des Mittelalters eine deutliche Verringerung dieser Lasten feststellen. Von den übrigen Frondiensten waren die Waldschmiede weitgehend befreit. In vielen Fällen beauftragten die Lehnsherren andere Untertanen damit, die Waldschmiede mit Holzkohle und Lebensmitteln zu versorgen, um deren Arbeitsfähigkeit sicherzustellen.

## Niedergang
Mit der Fortentwicklung von Bergbau und Hüttenwesen, der damit verbundenen Trennung zwischen Verhüttung und Schmiedearbeit, den sichereren und schnelleren Handelswegen sowie der zunehmenden Verwendung von Steinkohle in der Stahlherstellung verschwanden viele Waldschmieden.

## Quelle
- Fritz Geisthardt: Waldschmieden im Taunus, in: Nassauische Annalen, 81. Band, Wiesbaden 1970. S. 134–144.